# Найсеауе
Найсеауе (нім. Neißeaue) — громада в Німеччині, розташована в землі Саксонія. Входить до складу району Герліц, що підпорядковується адміністративному округу Дрезден..
Найсеауе - найсхідніша громада Німеччини і, відповідно, Саксонії. 
Площа — 47,29 км2. Населення становить 1719 ос. (станом на 31 грудня 2020).

## Адміністративний поділ
Громада підрозділяється на 7 сільських округів. 

## Галерея

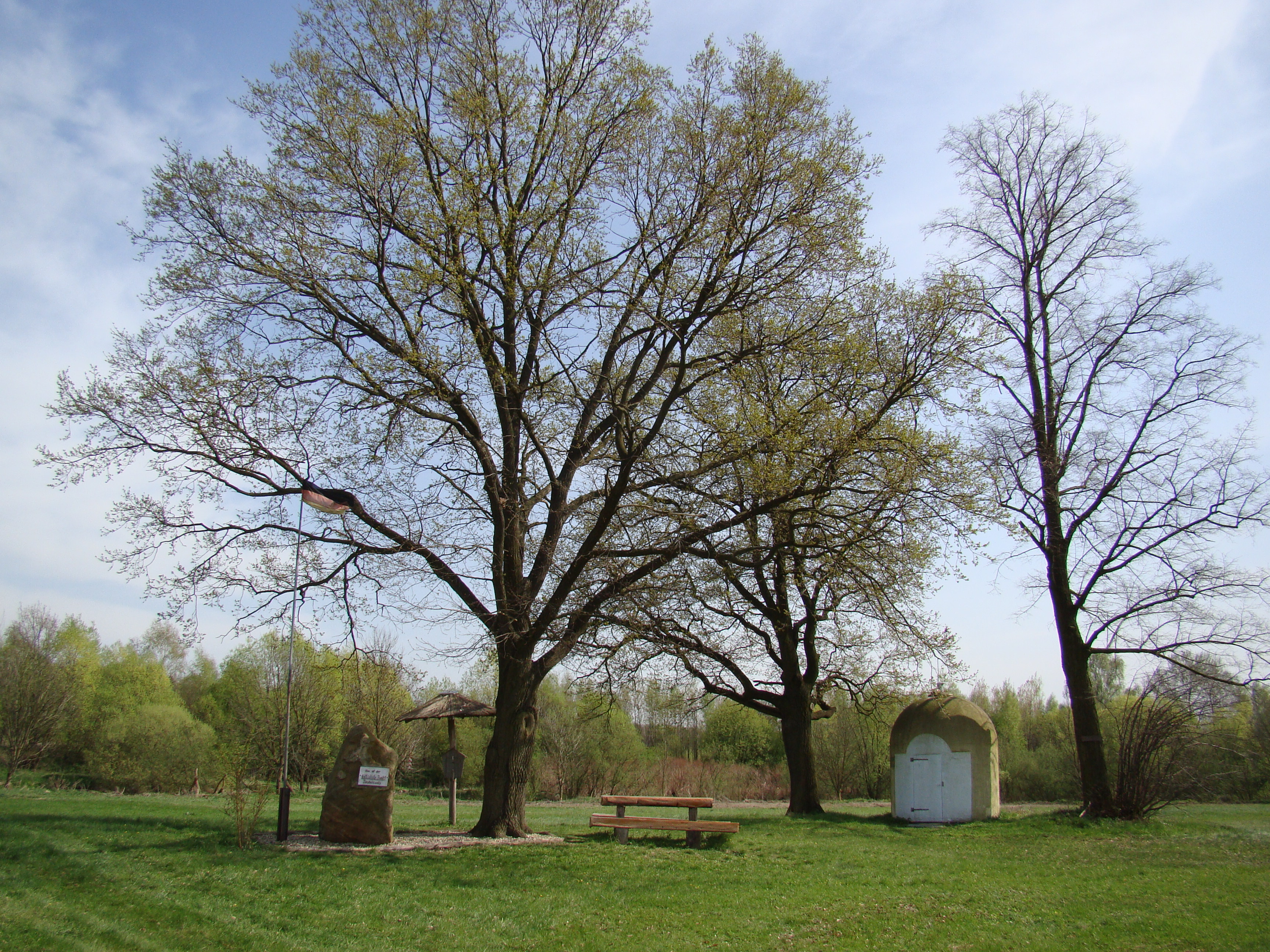
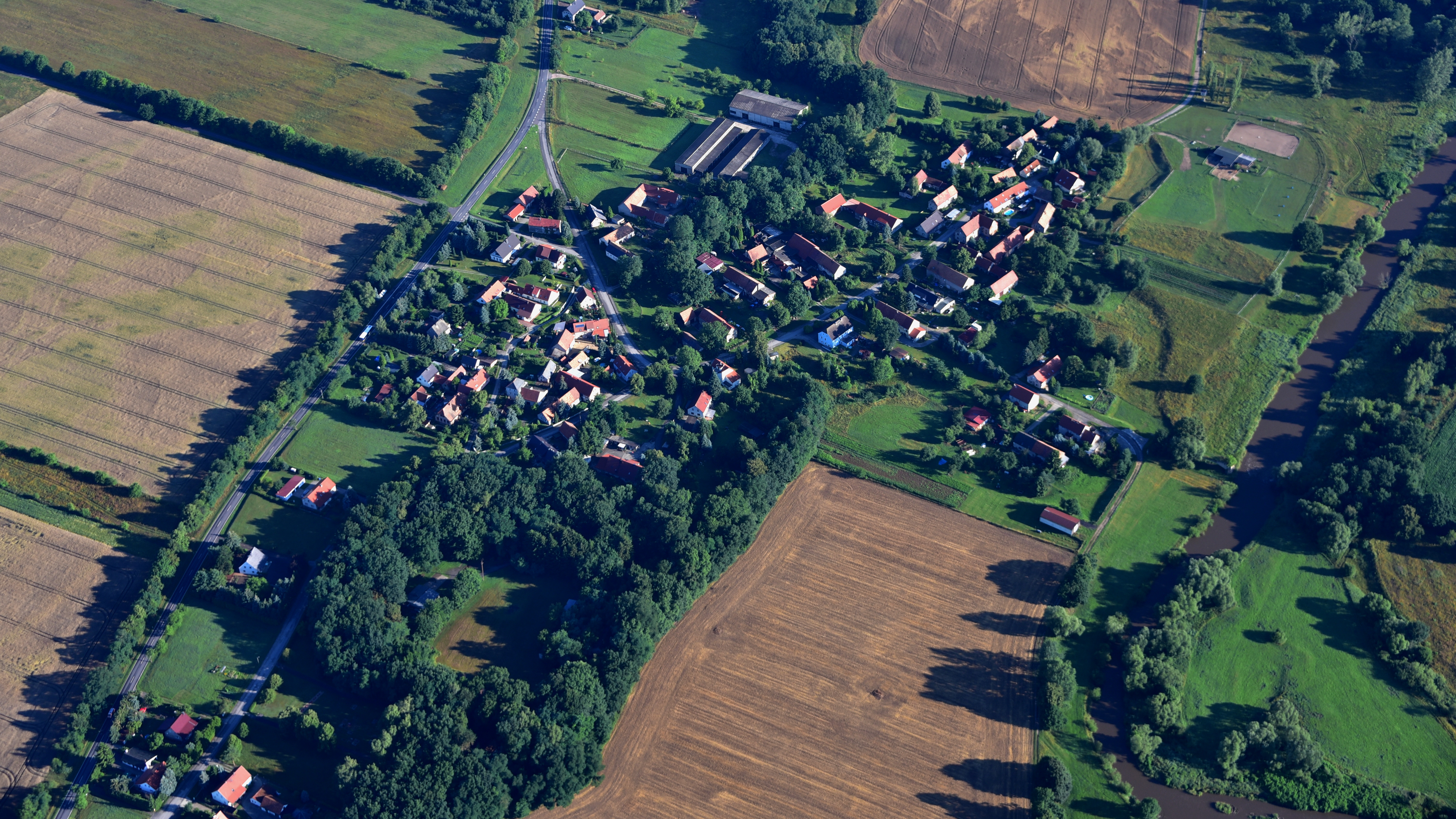
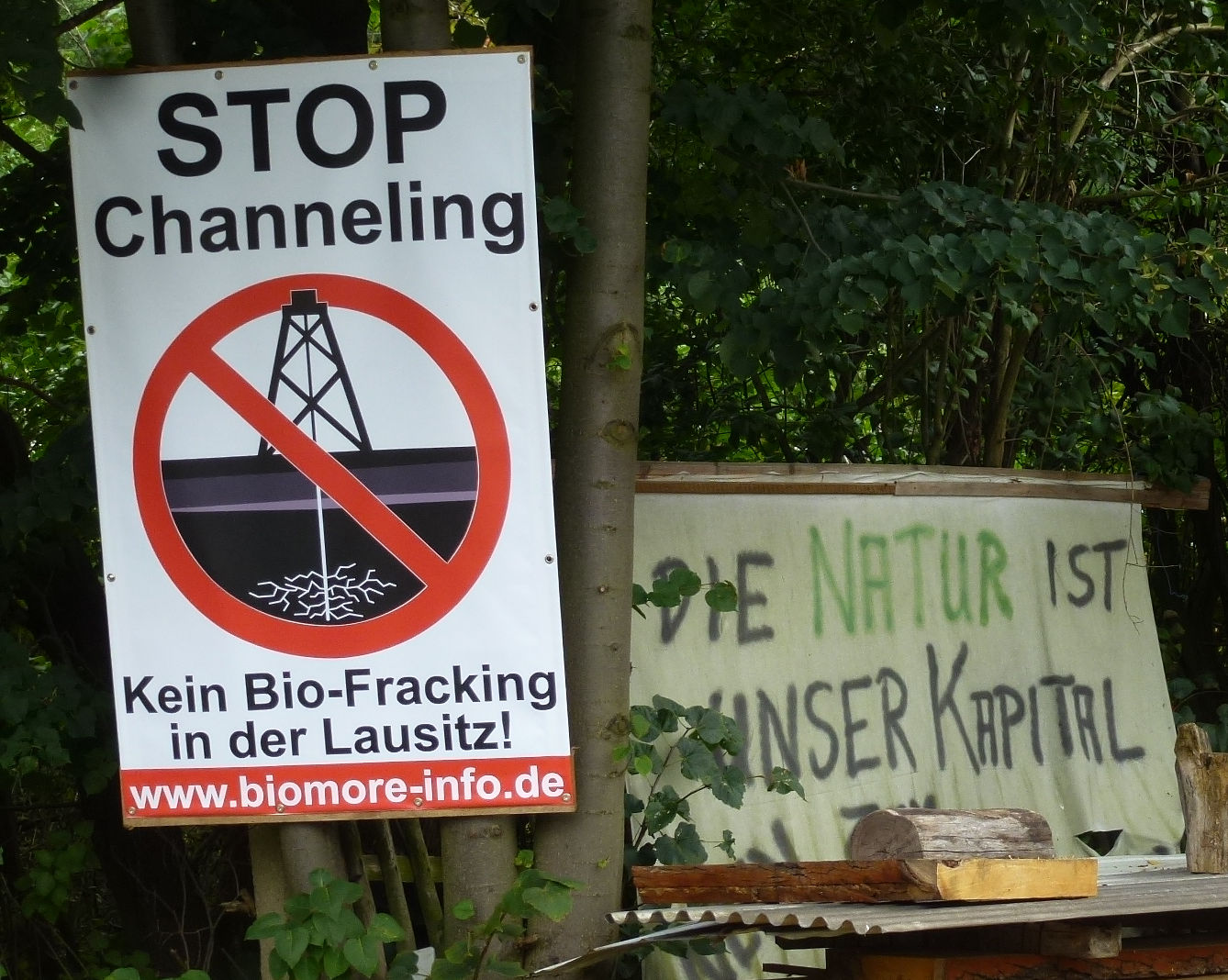